# Ishëm
Ishëm é uma comuna (em albanês:  komuna) da Albânia localizada no distrito de Durrës, prefeitura de Durrës.

## Pessoas famosas
- Ibrahim Kodra, pintor internacional